# Fijngeschubde aardtong
De fijngeschubde aardtong (Geoglossum fallax) is een schimmel behorend tot de familie Geoglossaceae. Hij leeft saprotroof, in onbemeste graslanden op droge bodems, in wegbermen en in loofbossen op vochtige, voedselrijke klei.

## Kenmerken
Vruchtlichaam
Het vruchtlichaam is slank, knotsvormig, zwartachtig, 2-7 cm hoog, bestaande uit een vruchtbare kop en een steriele steel. De donkerbruine kop is 1/3 van de hoogte, 2-6 mm dik, zijdelings afgeplat en vaak in de lengterichting gegroefd. Het oppervlak is enigszins fijn geschubd. De cilindrische steel heeft een diameter van 1 à 2 mm, is zwartachtig en stevig aan de basis en hol en lichtbruin onder de kop.
Microscopische kenmerken
De cilindrische asci zijn tamelijk dikwandig met 8 parallel gerangschikte sporen en meten 150–200 × 8–20 µm. De ascosporen zijn cilindrisch, langwerpig of nauw spoelvormig met versmalde uiteinden, glad, 55-90 × 4-6 µm met veel septa (tot 13), aanvankelijk hyaliene, bruin als ze volwassen zijn. De sporenprint is lichtbruin. Parafysen komen vaak voor in afzonderlijke clusters, draadvormig, 3-4 µm in diameter, uitsteken boven de zakjes, vaak sterk gebogen of gekruld aan de top, hyaliene tot lichtbruin, zonder duidelijke septa. Hun apicale cellen zijn knotsvormig of eivormig en bestaan uit een keten van eivormige cellen met een diameter van 4–6 µm.

## Verspreiding
De fijngeschubde aardtong komt voor op sommige eilanden en op alle continenten, en is zelfs aangetroffen op Antarctica.
In Nederland komt de fijngeschubde aardtong vrij algemeen voor. Hij staat niet op de rode lijst.